# Canon électrique

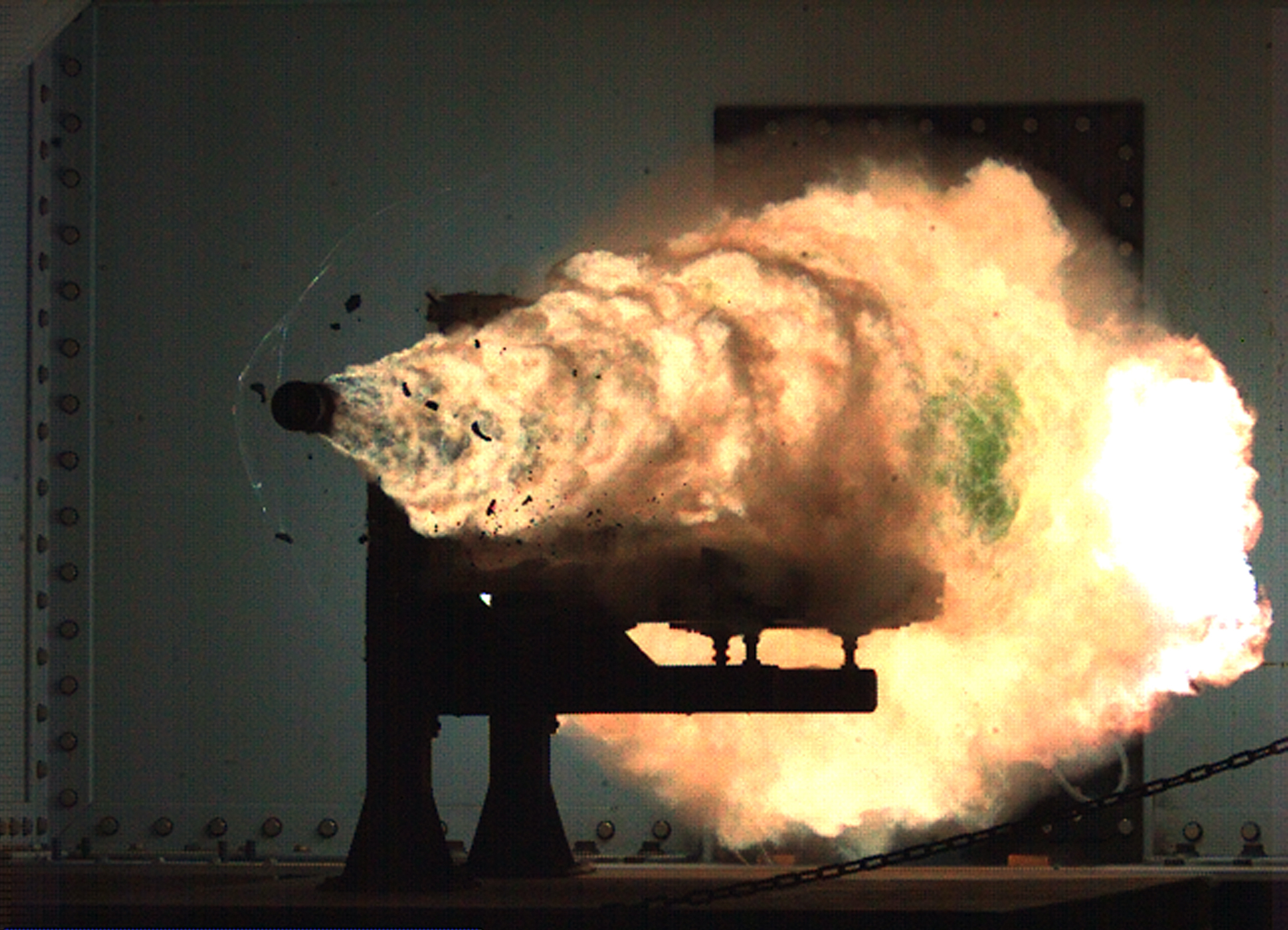
Test d'un canon électro-magnétique de la marine américaine en janvier 2008.

Le canon électro-magnétique, connu aussi sous le nom anglais de railgun — ou rail gun — d'où la traduction canon à rails – à ne pas confondre avec l'artillerie lourde sur voie ferrée (1914-1918 et 1939-1945) –  est une arme à projectile accéléré par une force électromagnétique, semblable à celle qui fait tourner le moteur homopolaire.

## Le principe

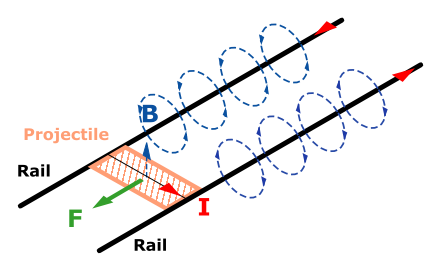
Le courant I et le champ magnétique B traversant le projectile produisent une force F

Le concept sous-jacent est probablement aussi ancien que la découverte de la force de Laplace (avec une proposition en France dès 1884, puis 1908, et une tentative de développement pendant la Première Guerre mondiale qui fut abandonnée faute de résultat probant).
Le concept consiste à établir une différence de potentiel électrique entre deux rails parallèles conducteurs de l'électricité et à insérer entre eux un projectile conducteur pouvant glisser ou rouler dessus, en faisant contact. Dès que le contact a lieu, un courant électrique circule entre les deux rails, un champ magnétique naît et le projectile est accéléré par la force de Laplace (interaction entre le courant qui circule dans le projectile et le champ magnétique créé).
Le canon électrique, à propulsion électromagnétique, ne doit cependant pas être confondu avec une autre forme, le canon magnétique, où le champ magnétique est parallèle à l'axe, et où le projectile, au lieu d'être parcouru par un courant, est ferromagnétique.
On peut néanmoins, pour augmenter la force du canon électrique, renforcer le champ magnétique en ajoutant, de part et d'autre du plan formé par les deux rails, des aimants créant un champ magnétique, perpendiculaire à l'axe, et de sens approprié pour s'ajouter au champ engendré par le courant.

## Théorie
Les deux rails métalliques parallèles sont connectés à un générateur électrique, formant ainsi un circuit ouvert. Dès qu'un objet conducteur est inséré entre les rails, le circuit est fermé, et un courant le suit, allant du pôle + du générateur, par le rail +, l'objet posé, le rail –, vers le pôle – du générateur.
Ce courant crée dans la boucle ainsi formée un champ magnétique de valeur B, qui s'enroule autour de chaque élément conducteur d'après la loi de Biot et Savart ou le théorème d'Ampère. En supposant la boucle dans un plan horizontal, le champ magnétique créé va donc être vertical dans le plan de la boucle. Il est donc perpendiculaire au courant d'intensité I et exerce donc sur lui, d'après la loi de Laplace une force d'intensité B × I par unité de longueur.
Cette force, agissant sur le projectile, va le propulser le long des rails, et on peut montrer qu'il s'éloigne du générateur, agrandissant ainsi la surface de la boucle. C'est une conséquence de la loi de Lenz, plus générale. La force de Laplace propulse le projectile et exerce aussi de fortes contraintes sur les rails, le générateur et, éventuellement, sur l'aimant.
Comme le champ magnétique B est proportionnel à l'intensité I du courant, la force de Laplace est proportionnelle au carré de l'intensité.
Une intensité d'un million d'ampères pourrait exercer sur le projectile une force inouïe, et il pourrait atteindre de très hautes vitesses. On a réussi à atteindre 20 km/s avec de petits projectiles projetés sur les rails par une explosion.
La NASA a créé et testé un railgun dont le projectile peut atteindre les 9 000 km/h (2,5 km/s) et toucher une cible de 5 m d'envergure à 350 km du point de tir. La grande quantité d'énergie électrique nécessaire est la contrepartie aux munitions lourdes et explosives à transporter avec une arme de tir conventionnelle.

## Technique

### Choix des matériaux
Rails et projectile doivent être construits de matériaux résistants et conducteurs. Ils doivent résister à la violence du projectile accéléré, et à la chaleur développée par l'effet Joule du courant très élevé, aux frottements, et aux décharges électriques des contacts mobiles, qui provoquent des dégâts sérieux aux surfaces.
Le canon doit aussi encaisser le recul dû à l'accélération du projectile, comme dans n'importe quelle arme. Le point d'application exact de cette force de recul est encore sujet à controverse. Les traditions de l'artillerie veulent que ce soit sur la culasse de l'arme, c'est-à-dire la partie du circuit qui ferme la boucle en regard du projectile, mais certains s'appuient sur le théorème de Maxwell-Ampère pour affirmer qu'il est réparti tout au long des rails. C'est probablement vrai stricto sensu, mais si l'on néglige les vitesses en jeu par rapport à celle de la lumière, l'approximation des artilleurs reste convenable.
Un problème plus important est que, par unité de longueur, les rails se repoussent de côté exactement comme le projectile est poussé vers l'avant (toujours perpendiculairement). Il leur faut donc résister à cette contrainte sans se tordre, et donc être très solidement fixés sur un bâti indéformable, mais isolant pour éviter l'induction de courants qui représenteraient une perte.			

### Rendement
L'effet Joule, en chauffant les rails et le projectile, consomme une partie de l'énergie, aux dépens du rendement de l'installation. La chaleur développée par cet effet, ainsi que par les frottements du projectile, présente trois inconvénients principaux :
- la fusion au moins partielle du canon,
- la sécurité du personnel de tir,
- la facilité de détection par l'ennemi.

En pratique, dans la plupart des réalisations, les rails s'usent extrêmement rapidement. Les projectiles aussi, mais ils ne servent par principe qu'une seule fois. L'usure des rails limite le temps de vie du canon, et leur échange standard est difficile compte tenu de la solidité nécessaire de leur fixation et de la qualité exigée des contacts avec le générateur.
L'emploi de matériaux supraconducteurs est imaginable, mais pour le moment bien peu réaliste (température, résistance mécanique, etc.). D'autre part l'inductance du circuit limite le  temps de montée de l'intensité du courant, limitant également le rendement moyen sur le temps total d'accélération.
Un arc électrique peut jaillir entre les rails, faisant ainsi un court-circuit destructeur et annulant l'effet sur le projectile. Certaines versions tentent d'exploiter cet effet d'arc électrique : un plasma est amorcé par une simple feuille de métal conducteur vaporisé par l'effet Joule ; ce plasma pousse alors le véritable projectile, non conducteur, comme les gaz d'un canon ordinaire, mais sans les problèmes liés à l'étanchéité et à la résistance mécanique nécessaires (le confinement étant réalisé par le dispositif électromagnétique).

### Le générateur
Le générateur doit être capable de délivrer de très forts courants, contrôlés et durant le temps nécessaire à l'accélération du projectile. Pour mesurer l'efficacité du générateur, il faut essentiellement savoir l'énergie qu'il peut fournir, mesurée en joules. Un projectile de masse m, lancé à une vitesse v possède une énergie cinétique égale à ½mv2. L'énergie maximale utilisée pour un canon électrique a été de 33 millions de joules (MJ) le 10 décembre 2010 aux États-Unis. Les formes usuelles de générateurs utilisés pour les canons électriques sont des générateurs impulsionnels à volant d'inertie et des capacités ; on peut également utiliser des SMES.

## Utilisation militaire
La filière du canon électrique permettrait de développer des armes dont les projectiles ne contiennent pas forcément d'explosif, comme les obus flèche, avec une très grande vitesse à la sortie de canon : 3 500 m/s, soit approximativement Mach 10 au niveau de la mer, ou plus. En comparaison, les obus flèche classiques actuels plafonnent à 1 800 m/s. Ceci donnerait aux projectiles une énergie supérieure à celle d'un obus explosif de masse égale, et permettrait donc de transporter plus de munitions, en éliminant le danger du transport d'explosifs dans un char ou une tourelle de navire. Cependant, les problèmes d'usure des rails et des isolants doivent encore être résolus avant que le canon électrique puisse entrer en service opérationnel. Les Américains assurent pouvoir atteindre des vitesses comprises entre 7 000 et 9 000 km/h (1 950 et 2 500 m/s), et espèrent pouvoir atteindre rapidement des cibles à 185 km.
En raison de la grande vitesse initiale des projectiles, les canons électriques sont intéressants dans la lutte contre les missiles très rapides par la réduction du temps de vol. Une plus grande vitesse de sortie donne une plus longue portée, moins de flèche à la trajectoire, et moins de sensibilité au vent. Elle court-circuiterait ainsi les limites inhérentes aux armes à feu conventionnelles, qui limitent, en raison des lois de la détente des gaz, les vitesses des projectiles à environ 1,5 km/s et leur portée à environ 80 km.
Si l'on arrive à appliquer la technique à des armes automatiques à tir rapide, un canon électrique aurait des avantages en ce qui concerne la vitesse de tir. Les mécanismes d'une arme conventionnelle doivent assurer les manœuvres de culasse, le déchargement et le rechargement de chaque cartouche, tandis qu'un canon électrique, entre les coups, n'a qu'à assurer l'approvisionnement d'un nouveau projectile, et à fournir la puissance nécessaire au rechargement du générateur. Un canon de 10 MJ tirant à 1 coup/s aurait besoin ainsi d'une puissance d'alimentation moyenne de 10 MW, soit la moitié de la puissance électrique du porte-avions nucléaire Charles-de-Gaulle (sur une puissance totale de 61 MW fournie par les réacteurs), et devrait assurer le refroidissement en continu de l'ensemble.

### Tests

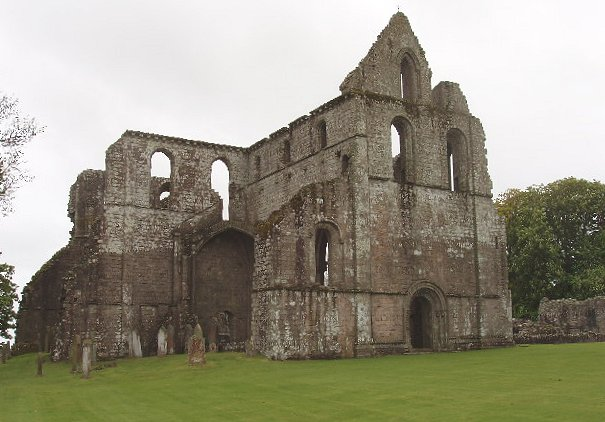
L'abbaye de Dundrennan domine le champ de tir

Probablement, le plus ancien système constamment satisfaisant a été construit par la Defence Research Agency (Agence de recherche de défense) britannique sur le champ de tir de Dundrennan à Kirkcudbright (Écosse). Ce système est opérationnel depuis plus de 10 ans[Quand ?], dans un service d'étude des balistiques interne, intermédiaire, externe et terminale, et a battu plusieurs  records de masse et de vitesse.
Le canon Pegasus lancé en 1987 et construit par l'institut franco-allemand de recherches militaire de Saint-Louis (ISL) pouvait tirer en 1998 un projectile d'un kilogramme à la vitesse de 2 600 m/s pour une puissance de 15 GW. En comparaison, le même projectile à poudre ne dépasserait pas 1 800 m/s,. En 2024, L'ISL dispose de « plusieurs démonstrateurs en laboratoire », dont le canon NGL-60 [New Generation Launcher], un lanceur de calibre 60 mm capable de tirer des projectiles de l’ordre du kilogramme, et le canon RAFIRA [RApid FIre RAilgun], un lanceur de calibre 25 mm pouvant tirer des salves de projectiles de petit calibre à des cadences de tir extrêmement élevées »,.
Les États-Unis (DARPA) depuis les années 1970, dans le cadre de l'« initiative de défense stratégique » du président Ronald Reagan, surnommée la « guerre des étoiles », financent des expériences de canon électrique.
L'Institut de technologie avancée de l'université du Texas à Austin a construit des canons électriques capables d'envoyer des obus perforants en tungstène d'une énergie de 9 MJ. Cette énergie est suffisante pour lancer un obus de 2 kg à 3 km/s, et à cette vitesse, une tige de tungstène ou autre métal dense, peut facilement pénétrer dans un char, et peut-être passer à travers.
Le Centre de guerre navale de surface des États-Unis à Dahlgren (Virginie) y a testé un prototype de canon électrique, livré par BAE Systems, qui a accéléré un obus de sept livres (3,17 kg) à Mach 7, conçu pour être poussé jusqu'à 32 ou peut-être même 64 MJ,.
Le principal problème auquel la marine doit faire face dans ses mises au point est l'usure rapide des rails provoquée par l'énorme chaleur du tir. Les armes de ce genre devraient être assez puissantes pour provoquer un peu plus de dommages qu'un missile BGM-109 Tomahawk conventionnel, pour une fraction  du coût.
En février 2008, la marine américaine a testé un canon électrique avec complément magnétique : il a tiré un obus à 2 500 m/s avec 10 MJ. On prévoit d'augmenter sa vitesse initiale jusqu'à 8 300 m/s, avec une précision suffisante pour toucher une cible de 5 m à 360 km, avec une cadence de tir de 10 coups/min. On pense le réaliser vers 2020–2025.
Le 10 décembre 2010, le canon de 10 mètres et de 54 tonnes de BAE Systems à Dahlgren (Virginie) a projeté un objet d'une vingtaine de kilogrammes à 160 km. Sa vitesse de sortie était approximativement mach 5 et l'énergie nécessaire était 32 MJ. À terme, la marine des États-Unis d'Amérique espère augmenter la portée du canon jusqu'à 320 km.
Le premier prototype  a été livré le 30 janvier 2012 par BAE Systems à la Navy qui a pu effectuer ses premiers tests fin février 2012. Ce canon a une capacité de 32 mégajoules, sachant qu'un mégajoule correspond à une voiture d'une tonne lancée à 160 km/h.
En 2018, des photographies montrait ce qui était présenté comme un canon électro-magnétique installé au niveau de la proue du navire d’assaut amphibie Haysang Shan de l'armée populaire de libération (APL) chinoise. Plus récemment, le quotidien South China Morning Post [édité à Hong-Kong] a assuré que la Chine venait de mener une campagne d’essais avec un canon électromagnétique décrit comme étant « le plus puissant du monde » sans qu'aucune image ne soit présentée.
Le 17 octobre 2023, l’agence du ministère japonais de la Défense pour la technologie, les acquisitions et la logistique [ATLA] a publié une vidéo montrant un canon électromagnétique en action, depuis un navire de la Force maritime d’autodéfense japonaise.

## Arme imaginaire
Les Railguns sont souvent utilisés en science-fiction ou dans des jeux vidéo pour  figurer des fusils de précision très puissants, des systèmes de destruction très puissants ou des armes tirant à travers les murs (les projectiles étant tellement rapides qu'ils traversent le mur sans perdre appréciablement de leur énergie cinétique). La distinction avec les canons magnétiques (« coilguns »), ou rayons de la mort (« rayguns »), y est souvent floue.

### Jeux vidéo
- Dans la série Fallout, dans les jeux Fallout 3 et Fallout New Vegas, le Fusil Gauss utilise simplement des munitions d'armes à énergie (des batteries) pour tirer un projectile de la taille d'un plomb à une vitesse phénoménale sur le principe du canon magnétique, par ailleurs, les munitions tirées sont incluses dans un réservoir sur le côté de l'arme et sont en pratique illimitées (mais pas les batteries)
- Dans la série de jeux vidéo Quake et Red Faction, comme un fusil de précision.
- Dans la série Metal Gear Solid, en étant le canon principal du Metal Gear REX (Metal Gear Solid) et comme fusil de précision (MGS4). Dans Metal Gear Solid 4, c'est aussi l'arme qu'utilise Crying Wolf lorsqu'elle tire sur Solid Snake au fusil à précision. L'arme de Fortune dans Metal Gear Solid 2 semble également être un railgun. Dans Metal Gear Solid: Peace Walker, le railgun est l'arme principale du Metal Gear ZEKE et peut également être développée et utilisée par le joueur.
- Dans Perfect Dark, un fusil d'origine extraterrestre (le FarSight XR-20) peut être utilisé dans un mode appelé Rail-Gun[réf. nécessaire]. Il présente des caractéristiques typiques d'un canon électrique de première génération comme on pourrait l'imaginer : très long canon, cadence lente, perçage de toutes les matières de n'importe quelles épaisseurs et dans un nombre illimité, précision extrême. Comme dans le film L'Effaceur, il est équipé d'une vision pouvant zoomer à travers la matière ce qui facilite comme dans le film son utilisation pour traverser les murs. Il existe aussi dans le jeu un fusil-mitrailleur faisant partie de la même classe d'arme, le Callisto NTG, qui possède un mode perce-blindage.
- Dans la série de jeux vidéo Command and Conquer, le GDI dispose d'un vaste armement en matière de railguns, allant de l'armement des exosoldats où l'on distingue bien les deux lames aux canons de ses divisions blindées.
- Dans le jeu vidéo Nexus: The Jupiter Incident, le Railgun est la principale arme anticoque, aux côtés du canon plasma et des torpilles.
- Dans Parasite Eve II, second opus de la série Parasite Eve, l'Hypervelocity est décrit comme un canon électrique, mais tire en fait des rayons laser.
- Dans le jeu Ace Combat 6: Fires of Liberation, l'une des armes spéciales du CFA-44 Nosferatu est un EML (ElectroMagnetic Launcher)
- Dans le jeu en ligne gratuit S4 League, il existe un fusil sniper nommé railgun qui inflige des dégâts monstrueux (ou tue en un seul coup), et nécessitant un certain temps de charge pour acquérir sa puissance de tir maximale (rayon lumineux bleuté laissant une trace blanche lors d'impacts avec les murs faisant penser au canon shock dans les jeux Unreal Tournament 2003 et Unreal Tournament 2004).
- Dans le jeu Hordes of Orcs 2, une nouvelle tour a été introduite. Il s'agit d'un canon électrique monté sur tourelle.
- Le Fusil Gauss de la série de jeux vidéo S.T.A.L.K.E.R. utilise la technologie du canon magnétique.
- Dans GoldenEye : Au service du Mal de la série des jeux vidéo James Bond, une des nombreuses armes disponibles est un fusil EM. Si l'on se sert correctement de son œil artificiel, l'arme est très pratique pour abattre des ennemis à travers les murs.
- Dans les jeux Crysis et Crysis 2, le fusil de sniper Gauss est une arme dévastatrice traversant les obstacles et laissant une trainée bleutée ainsi que des étincelles là où la balle a fait des perturbations.
- Dans le jeu EVE Online, il est possible d'équiper son vaisseau spatial d'un railgun qui est défini comme une arme hybride, arme qui utilise des projectiles et de l'énergie. On y retrouve aussi le canon magnétique dit Coilgun dans la même catégorie.
- Dans le jeu OpenArena, il existe une arme appelée railgun, en général présente en seul endroit sur les cartes, qui est une arme électrique (elle laisse une trainée bleutée, elle a un temps de recharge plutôt long) et qui tue généralement en un seul coup. Elle est, avec le nailgun, l'arme la plus puissante du jeu.
- Dans les jeux Nexuiz et Xonotic, l'arme "sniper", le Nex, est une arme de haute précision, d'une forme allongée, électrique (par sa trainée bleue et crépitante, et le son lorsqu'elle est utilisée), infligeant de graves dégâts et se rechargeant lentement. De plus, le Nex de Xonotic possède les deux rails conducteurs, ce qui lui donne la forme caractéristique d'un railgun. Dans les deux jeux, le mode "Minsta" donne à tous les joueurs une arme unique, le MinstaNex, qui est une version améliorée du Nex (elle tue à chaque coup). Depuis la version 0.6 de Xonotic, le MinstaNex est passé d'une forme quelconque à quelque chose ressemblant au Nex, mais avec quatre rails conducteurs, ce qui augmente l'aspect railgun.
- Le jeu Elite: Dangerous reprend le principe du canon électrique, et en fait une arme extrêmement puissante, mais difficile d'utilisation. En effet, elle ne peut être utilisée qu'en point fixe, ce qui implique d'être alignée avec la cible pour toucher.
- Le principe du canon électrique est utilisé pour la plupart des armes de Mass Effect. Un projectile de métal de la taille d'un grain de sable est accéléré fortement grâce à un canon électrique et dont l'effet est décuplé en diminuant la masse du projectile avec de l'élément zéro. Ceci entraînant une capacité de facto infinie de munitions dans l'arme, la seule limite au tir reste l'échauffement de l'arme
- Il est également présent dans Halo 4.
- Dans le jeu PlanetSide2, les snipers du nouveau conglomérat ont la possibilité d'utiliser l'AF-8 RailJack qui est un fusil magnétique à faible retombée.
- Dans le jeu de science-fiction Deserts of Kharak, le canon électrique est une unité d'artillerie puissante à longue portée.
- Dans le jeu en ligne par navigateur OGame, le canon de Gauss est une des défenses terrestres achetables pour défendre une de ses planètes.
- Dans l'univers de Warhammer 40,000, la race des Tau équipe les chars Hammerhead et les armures XV-88 broadside de railgun et leurs escouades de cibleurs de rail-rifle, un fusil de précision électrique.
- Dans le jeu Robocraft, les canons à rails (Railguns) sont des unités provoquant de forts dégâts à une distance relativement élevée, mais nécessitent un temps de recharge et une puissance importants pour être rechargés.

- Dans le jeu vidéo Cyberpunk 2077, un modèle de fusil de chasse possède une technologie d'accélération de projectile inspirée des canons à rail.

### Au cinéma et à la télévision
- Dans le film l'Effaceur, avec l'acteur Arnold Schwarzenegger, une arme futuriste qui fait l'objet d'un trafic n'est autre qu'un canon électromagnétique ou électrique.
- Dans le film Transformers 2 : la Revanche, l'armée américaine se sert d'un canon électrique pour détruire un Decepticon, ennemi des Autobots.
- Dans la série Stargate SG-1 et ses dérivés Stargate Atlantis et Stargate Universe, les vaisseaux de classe BC-303 et BC-304 sont armées de nombreux canons électromagnetiques ou rail-gun.
- Dans la série The Expanse, les canons électriques font partie de l'arsenal utilisé lors de combats spatiaux.
- Dans la série Salvation, un canon électrique sert à bombarder un astéroïde à noyaux ferreux.

### Mangas
- Dans le manga Black Cat de Kentaro Yabuki, le héros (Train Heartnet) acquiert de nouveaux pouvoirs après la soudaine guérison de sa "mutation". Son corps produit de l'électricité, qu'il injecte dans son Hades (arme de prédilection, pistolet en orichalque) pour s'en servir comme railgun. Un tir d'une puissance destructrice. Cependant, il est limité à 4 tirs par jour.
- Dans le light novel adapté en manga et en anime Toaru Majutsu no Index (ainsi que dans Toaru Kagaku no Railgun) le personnage de Mikoto Misaka est surnommé railgun car elle maîtrise l'électricité et utilise une pièce de monnaie comme projectile.
- Dans les animés Gundam SEED et Gundam Seed Destiny, le railgun et le canon linéaire (semblant fonctionner selon le même principe que le railgun), sont cités comme arme principale de certains tanks (en remplacement du canon à obus), et comme arme secondaire de certains vaisseaux spatiaux (principalement l'Archangel) et MS (entre autres le Freedom).
- Dans le manga Code Breaker de Akimine Kamijyo, Toki Fujiwara est capable d'envoyer des projectiles au-delà de la vitesse du son en se servant de son pouvoir magnétique et électrique.
- Dans le manga Sky High Survival de Tsuina Miura, Kuon Shinzaki détient le système de canon électrique représenté par une tour immense qui lui permet de cibler n'importe quelle personne présente dans la dimension dans laquelle elle se trouve, sous réserve de connaître ses coordonnées exactes.

## Source
- (en) Cet article est partiellement ou en totalité issu de l’article de Wikipédia en anglais intitulé « Railgun » (voir la liste des auteurs).